# 瀨川初
瀨川初（日语：／ Segawa Hajime），是日本的漫画家。東京都出身。

## 概要
在〈月刊少年Ace〉2005年3月號刊載單篇作品《ファントム・キングダム》，獲得一致的好評，之後，同年5月號與10月號曾在上面刊載3次短篇。12月号於同雜誌上開始連載《食靈》，而番外編・外傳於〈エースアサルト〉上進行連載、2010年3月號後暫時休載。《食靈》於2008年10月改編為電視動畫《食靈-零-》。食靈的連載結束後暫時休息一段時間、於2010年4月於月刊少年Ace上開始連載第2部長篇作品《東京ESP》（2010年3月號試刊登全彩3頁漫畫），於2014年7月電視動畫化。

## 作品
- （『月刊少年Ace』2005年4月號、短篇、漫畫作品）
- 食靈（『月刊少年Ace』2005年12月号 - 2010年3月号、エースアサルト2007SUMMER號 - 2009SPRING號、單行本全12卷、外傳1卷、非賣品1卷）
- 東京ESP（東京ESP）（『月刊少年Ace』2010年4月号 - 2016年9月号、全16卷）
- （『月刊Asuka』2016年1月號 - 連載中、共1卷）
- 來世神歌（ライセカミカ） (『月刊少年Ace』2017年3月號 - 2019年10月號、全5卷)
- （擔任原案，作畫為、『COMIC Newtype』2017年12月18日 - 2019年9月20日、全3卷）
- 屍刀（『月刊少年Ace』2020年8月號[1] - 2022年2月號、全3卷）
- 轉生為故事的黑幕（物語の黒幕に転生して）（原作：結城涼、角色設計：、『月刊少年Ace』2022年11月號[2] - 連載中，既刊4卷）

## 資料來源
1. ↑  . コミックナタリー (ナターシャ). 2020-06-26  [2021-12-24]. （原始内容存档于2023-04-30）.
2. ↑  . コミックナタリー (ナターシャ). 2022-09-26  [2022-09-26]. （原始内容存档于2022-09-28）.